# پتر اویا
پتر اویا (استونیایی: Peeter Oja؛ زادهٔ ۲ ژوئیهٔ ۱۹۶۰) کمدین، بازیگر تئاتر، سینما و تلویزیون و صداپیشه اهل استونی است.
وی به‌همراه گروه کریسیرادیو در مسابقه آواز یوروویژن ۲۰۰۸ شرکت کرده‌است.